# Conestoga (Pensilvania)
Conestoga es un lugar designado por el censo ubicado en el condado de Lancaster en el estado estadounidense de Pensilvania. En el año 2010 tenía una población de 1.258 habitantes y una densidad poblacional de 232,9 personas por km².

## Geografía
Conestoga se encuentra ubicado en las coordenadas 39°56′25″N 76°20′11″O / 39.94028, -76.33639. Según la Oficina del Censo de los Estados Unidos, Conestoga tiene una superficie total de 2,08 mi² (5,4 km²), de la cual 2,08 mi² (5,4 km²) corresponden a tierra firme y 0 mi² (0 km²) es agua.